# Брановицкий, Леонид Ипполитович
Леонид Ипполитович Брановицкий (род. 25 июля 1953) — председатель Курганского областного суда (2003—2009).

## Биография
Леонид Ипполитович Брановицкий родился 21 июня 1953 год.
В 1968 году окончил школу в селе Кирово Красноармейского района Кокчетавской области Казахской ССР.
В 1983 году окончил судебно-прокурорский факультет Свердловского юридического института.
С 1983 года — стажер народного судьи, затем — народный судья Первомайского районного суда города Кургана.
До 15 июля 1992 года — член Курганского областного суда.
С 1992 года был председателем Курганского городского суда.
Указом Президента Российской Федерации от 22 ноября 1994 года № 2103 назначен заместителем председателя Курганского областного суда.
С ноября 2002 года занимал должность исполняющего обязанности председателя Курганского областного суда.
В июле 2003 года указом президента РФ назначен председателем Курганского областного суда.
Указом Президента Российской Федерации от 24 июля 2003 года № 837 назначен председателем Курганского областного суда.
Решением Высшей квалификационной коллегии судей РФ от 22 ноября 2005 года присвоен высший квалификационный класс судьи.
С 1 июля 2009 года председатель Курганского областного суда Леонид Брановицкий ушёл в почетную отставку.

## Награды
- Медаль Анатолия Кони, Приказ министра юстиции Российской Федерации от 16 марта 2009 года № 297-к.
- Почетное звание «Почетный работник судебной системы», 20 апреля 2007 года[5].
- Почетный знак Совета судей Российской Федерации «Ветеран судебной системы», сентябрь 2016 года[6]